# Ectinorhynchus rufipes
Ectinorhynchus rufipes är en tvåvingeart som beskrevs av Krober 1912. Ectinorhynchus rufipes ingår i släktet Ectinorhynchus och familjen stilettflugor. Inga underarter finns listade i Catalogue of Life.